# Zeitskala
Der Begriff Zeitskala hat sowohl eine streng quantitative als auch eine eher qualitative Bedeutung. Beide Sichtweisen können die Grundlage entsprechender Zeitsysteme sein.

## Quantitativ exakte Zeitskala
Im Bereich der meisten Naturwissenschaften und der Technik bedeutet „Zeitskala“ einen scharf definierten, regelmäßigen Verlauf der Zeitachse, auf welche gemessene oder berechnete Zeitpunkte bezogen werden können. Solche Skalen bilden einen genauen Maßstab der Zeitmessung und haben
1. als Grundlage prinzipiell die Erdrotation, wegen ihrer kleinen Unregelmäßigkeiten jedoch auch
2. ein physikalisches Modell, das für die technische Anwendung genügend genau realisiert sein muss (z. B. durch Zeitsignale oder Taktsignale aus Uhrenquarzen oder Atomuhren), und einen genau festgelegten Nullpunkt.
3. Soll die Zeitskala genauer als 1 Sekunde pro Jahr sein, muss sie auch kleine Unregelmäßigkeiten der Erdrotation und relativistische Effekte berücksichtigen.

Die wichtigsten Zeitskalen sind jene, die auf der Greenwich Mean Time und damit auf der Erdrotation beruhen:
- Die Weltzeit oder Universal Time (UT1). Sie hängt mit der wahren Erdrotation über die Sternzeit zusammen und entspricht der mittleren Sonnenzeit in Greenwich.
- Die Koordinierte Weltzeit (UTC) entspricht der mittleren Erdrotation, beruht aber auf der Atomzeit mit der Atomsekunde. Durch Schaltsekunden wird sichergestellt, dass die UTC nie mehr als 0,9 Sekunden von UT1 abweicht.

Eine Zwischenfunktion hat 
- die Internationale Atomzeit (TAI), die durch ein weltweites Netz von Atomuhren dargestellt wird. Ihre Grundlage, die SI-Sekunde, wurde aus der Erdrotation von 1900 bis 1905 abgeleitet. Sie läuft synchron zur UTC, abgesehen von deren Schaltsekunden.
- die GPS-Zeit, ebenfalls synchron zur TAI.

Hingegen brauchen Astronomie, Himmelsmechanik und Raumfahrt den strengen Bezug zur Bahnbewegung der Erde um die Sonne.
- Die Ephemeridenzeit (ET) wurde um 1960 eingeführt. Gestützt auf die Atomsekunde, wurden in dieser völlig gleichmäßigen Zeitskala die Bewegungen im Sonnensystem berechnet.
- Die Terrestrische Zeit TT löste die Ephemeridenzeit um 1984 ab. Sie läuft bis auf eine feste Differenz synchron zur TAI, ihr Unterschied Delta T zur Weltzeit wird aber langsam größer und beträgt derzeit etwa 69 Sekunden.
- Die Baryzentrische Dynamische Zeit TDB wurde als weiterer Nachfolger der Ephemeridenzeit eingeführt. Sie unterscheidet sich auf der Erde aufgrund relativistischer Effekte von der TT, jedoch nur um  maximal 2 ms.

Jede quantitative Einordnung eines Ereignisses auf einer Zeitskala erfordert dessen Bezug zu einem willkürlich festgelegten, aber durch Konvention bekannten Nullpunkt, z. B. „Christi Geburt“ oder „Mitternacht“. Unter „Zeit“ wird neben dem „Zeitpunkt“ auch die „Zeitspanne“ oder „Dauer“ verstanden, deren Nullpunkt durch ein spezielles, jeweils einzeln bekanntes Ereignis festgelegt ist.
Ferner ist für die quantitative Einordnung ein „Maßstab“ erforderlich. Dazu gibt es als gesetzlich festgelegte Zeiteinheit die Sekunde. Je nach Zusammenhang sind andere Einheiten wie Tag, Jahr, Jahrhundert oder Jahrmillion besser geeignet.

## Qualitative Zeitskalen
Qualitative Zeitskalen sind hingegen dann vorzuziehen, wenn der genaue Maßstab weniger wichtig ist als die Aufeinanderfolge der betrachteten Phänomene. Solche Zeitskalen listen Ereignisse oder Abschnitte, die zu einem bestimmten Zeitpunkt stattgefunden haben, in ihrer Reihenfolge auf. Doch die genaue Zeitdauer zwischen ihnen ist weniger wichtig als die gegenseitige Zuordnung verschiedener Ereignisreihen.
In diesem Zusammenhang wird „Zeit“ als ein quantitativ nicht festgelegter „Abstand“ zwischen den Ereignissen verstanden, die Zeitskala dient einer geordneten Reihenfolge dieser Ereignisse und sichert ihren Zusammenhang.
In der Geschichtswissenschaft kann manchmal ohne strenges Zeitmaß gearbeitet werden, wenn z. B. statt der Jahreszahl die Aufeinanderfolge von Dynastien den Zeitrahmen bestimmt.